# Cosmochthonius foveolatus
Cosmochthonius foveolatus is een mijtensoort uit de familie van de Cosmochthoniidae. De wetenschappelijke naam van de soort is voor het eerst geldig gepubliceerd in 1962 door Beck.